# Tryblidiella fusca
Tryblidiella fusca är en svampart som först beskrevs av Ellis & Everh., och fick sitt nu gällande namn av Rehm 1900. Tryblidiella fusca ingår i släktet Tryblidiella och familjen Patellariaceae.   Inga underarter finns listade i Catalogue of Life.